# Okrouhlá (district de Písek)
Pour les articles homonymes, voir Okrouhlá.
Okrouhlá (en allemand : Okrauchla) est une commune du district de Písek, dans la région de Bohême-du-Sud, en République tchèque. Sa population s'élevait à 61 habitants en 2020.

## Géographie
Okrouhlá se trouve à 5 km au sud du centre de Milevsko, à 20 km au nord-est de Písek et à 74 km au sud de Prague.
La commune est limitée par Milevsko au nord, par Sepekov à l'est, par Křižanov au sud et par Branice à l'ouest.

## Histoire
La première mention écrite du village date de 1488.

## Transports
Par la route, Okrouhlá se trouve à 4,5 km de Milevsko , à 24 km de Písek, à 58 km de České Budějovice et à 101 km de Prague.